# 翁島村
翁島村（おきなじまむら）は、福島県耶麻郡にかつて存在した村である。

## 地理
村は猪苗代湖の北岸に位置し、現在の猪苗代町の南西部にあたる。

## 歴史
1889年、町村制の施行に伴い、三ッ和村・長田村・磐根村・翁沢村の4か村が合併して発足した。村名は、村域に含まれる猪苗代湖上唯一の島・翁島（おきなじま、旧翁沢村域）に由来する。
1899年、磐越西線が開通し、翁島駅（おきなしまえき）が開設された。
1908年には村内に有栖川宮の別邸（翁島別邸、天鏡閣）が建設された。有栖川宮威仁親王没（1913年）後、天鏡閣は高松宮の所有に移り、第二次世界大戦後の1952年に福島県に払い下げられている。天鏡閣には、皇太子時代の大正天皇が訪問したことがあるほか、1924年には当時の皇太子裕仁親王（のちの昭和天皇）が新婚旅行で訪問している。皇族が利用する関係で、最寄り駅である翁島駅には貴賓室が設けられた。
この村の出身者には野口英世がいる。野口は1876年、（翁島村発足以前の）三ツ和村三城潟に生まれた。1915年、野口は米国から15年ぶりに帰国し、故郷の地を踏んでいる。
1947年8月18日、昭和天皇の戦後巡幸があり、村内の緊急開拓農地を視察、高松宮別邸（前出）に宿泊した。

### 村域の変遷
- 1889年（明治22年）4月1日 - 町村制施行により、三ツ和村・長田村・磐根村・翁沢村が合併し耶麻郡翁島村が発足。
- 1955年（昭和30年）3月1日 - 翁島村は猪苗代町・千里村・月輪村・吾妻村が合併し猪苗代町が発足。翁島村は消滅。

変遷表
| 1868年 以前 | 1868年 以前    | 明治8年  | 明治22年 4月1日 | 昭和30年 3月1日 | 現在     |
| ----------- | -------------- | -------- | --------------- | --------------- | -------- |
|             | 三城潟村       | 三ツ和村 | 翁島村          | 猪苗代町        | 猪苗代町 |
|             | 新在家村       | 三ツ和村 | 翁島村          | 猪苗代町        | 猪苗代町 |
|             | 五十軒村       | 三ツ和村 | 翁島村          | 猪苗代町        | 猪苗代町 |
|             | 大在家村       | 長田村   | 翁島村          | 猪苗代町        | 猪苗代町 |
|             | 釜井村         | 長田村   | 翁島村          | 猪苗代町        | 猪苗代町 |
|             | 烏帽子小屋村   | 長田村   | 翁島村          | 猪苗代町        | 猪苗代町 |
|             | 東真行村       | 長田村   | 翁島村          | 猪苗代町        | 猪苗代町 |
|             | 南真行村       | 長田村   | 翁島村          | 猪苗代町        | 猪苗代町 |
|             | 西真行村       | 長田村   | 翁島村          | 猪苗代町        | 猪苗代町 |
|             | 西久保村       | 磐根村   | 翁島村          | 猪苗代町        | 猪苗代町 |
|             | 桜川村         | 磐根村   | 翁島村          | 猪苗代町        | 猪苗代町 |
|             | 行津村         | 磐根村   | 翁島村          | 猪苗代町        | 猪苗代町 |
|             | 土田新田村     | 磐根村   | 翁島村          | 猪苗代町        | 猪苗代町 |
|             | 袋新田村       | 磐根村   | 翁島村          | 猪苗代町        | 猪苗代町 |
|             | 本町の一部     | 磐根村   | 翁島村          | 猪苗代町        | 猪苗代町 |
|             | 新町上分の一部 | 磐根村   | 翁島村          | 猪苗代町        | 猪苗代町 |
|             | 蟹沢村         | 翁沢村   | 翁島村          | 猪苗代町        | 猪苗代町 |
|             | 金滓沢新田村   | 翁沢村   | 翁島村          | 猪苗代町        | 猪苗代町 |
|             | 戸ノ口村       | 翁沢村   | 翁島村          | 猪苗代町        | 猪苗代町 |
|             | 三本木新田村   | 翁沢村   | 翁島村          | 猪苗代町        | 猪苗代町 |

## 大字
- 三ツ和（みつわ）
- 長田（おさだ）
- 磐根（いわね）
- 翁沢（おきなざわ）

## 人口・世帯

### 人口
総数 [単位： 人]
| 1889年（明治22年） | 2,094 |
| 1907年（明治40年） | 2,448 |
| 1920年（大正 9年） | 2,332 |
| 1947年（昭和22年） | 3,313 |

### 世帯
総数 [単位： 世帯]
| 1920年（大正 9年） | 346 |
| 1947年（昭和22年） | 518 |

## 経済
農業
『大日本篤農家名鑑』によれば翁島村の篤農家は、「宇南山重郎、山内清作、鈴木藤八、渡部佐一、五十嵐勝司」などである。

## 交通（廃止直前）

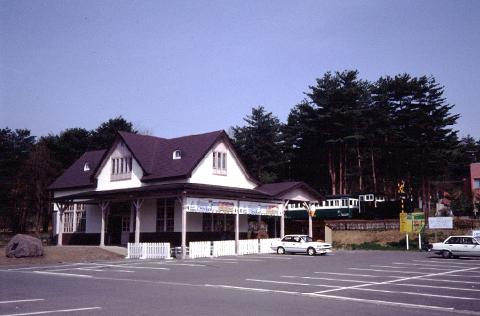
旧翁島駅舎（猪苗代緑の村に移築保存）

### 鉄道
- 日本国有鉄道（ → 東日本旅客鉄道）
  - ■磐越西線
    - 翁島駅

### 道路
- 二級国道
  - 国道115号（ → 国道49号）

## 著名な出身者
- 野口シカ - 野口英世の母、産婆。三城潟村生まれ。
- 野口英世 - 医学者。1876年（明治9年）、三ツ和村三城潟生まれ。